# فراماسونری در ایران
فراموشخانه عنوان معادلی است که به‌خصوص در دوران قاجار در ایران به فراماسونری داده می‌شود. نخستین ایرانی صاحب مقامی که به عضویت فراماسونری وابسته به انگلستان درآمد، میرزا عسگرخان ارومی افشار سفیر فوق‌العاده فتحعلی‌شاه قاجار در دربار ناپلئون بناپارت بود. او در ۲۴ نوامبر ۱۸۰۸ در لژ «Philosophic Scottish Rite» که مادر همه لژهای اسکاتلند در کشور فرانسه بود، پذیرفته شد. دومین فراماسون ایرانی میرزا ابوالحسن‌خان ایلچی است که ۳۵ سال وزیر خارجه ایران در زمان فتحعلی‌شاه بود. میرزا ابوالحسن‌خان در ۱۵ ژوئن ۱۸۱۰ در انگلستان به عضویت فراماسونری درآمد.

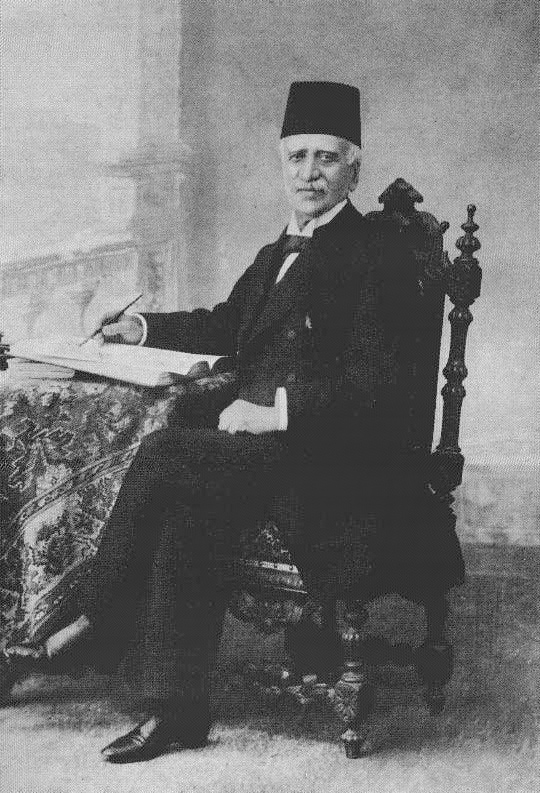
میرزا ملکم‌خان

میرزا ملکم‌خان ناظم‌الدوله، نخستین انجمن نوین سیاسی اجتماعی ایران را در سال ۱۲۳۸ خورشیدی برابر با ۱۸۵۹ میلادی بنیان نهاد و آن را فراموشخانه نامید. ریاست افتخاری انجمن که خود با اجازهٔ ناصرالدین‌شاه تأسیس شده بود، با شاه بود و اعضای آن از قشرهای متفاوتی بودند؛ مثلاً هم دانش‌آموختگان دارالفنون از طبقهٔ متوسط شهری بودند و هم کسانی چون شاهزاده جلال‌الدین میرزا قاجار. مرام این انجمن ریشه در آموخته‌های ملکم از آموزه‌های سیاسی-اجتماعی اروپای قرن نوزدهم خصوصاً انقلاب فرانسه داشت: آموزه‌هایی چون لیبرالیسم و اومانیسم. علی ‌رغم تمهیدات ملکم موج مخالفت خیلی سریع برخاست. گرچه تشکیلات و سازماندهی داخلی فراموشخانه برگرفته از آنِ لژهای فراماسونری در اروپا بود، فراموشخانهٔ ملکم هیچ ارتباطی با محافل فراماسونریِ اروپا نمی‌داشت.
در دوره محمدرضا پهلوی برخلاف دوران رضاشاه با گسترش روابط سیاسی با غرب به خصوص انگلستان لژهای فراماسونری فراوانی در ایران تاسیس شد. این جمع‌ ها بعد از انقلاب اسلامی ایران تعطیل و اعضای آن تحت تعقیب قرار گرفتند و بسیاری از آنان از ایران به مقاصد مختلف مهاجرت کردند.

## پیش از مشروطه

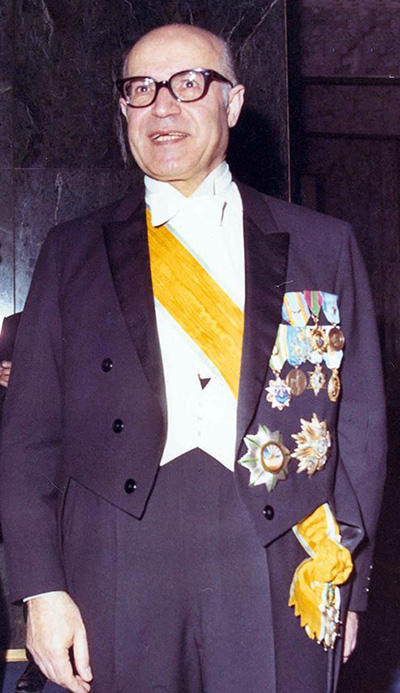
اولین استاد اعظم لژ بزرگ ایران

### دورهٔ محمدرضا پهلوی

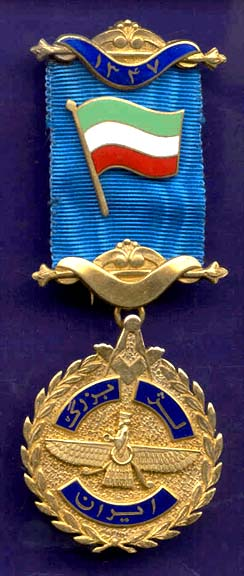
نشان درجه یک لژ بزرگ ایران

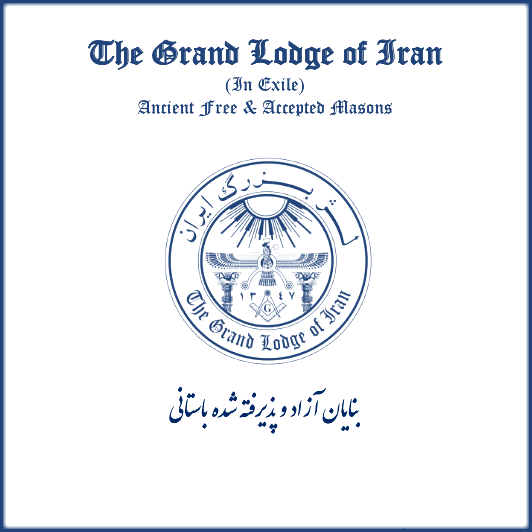
لوگو لژ بزرگ ایران